# Thomas de Plaine
Thomas de Plaine, né peut-être en 1444 à Poligny et mort le 20 mars 1506 à Malines  était un homme d'État comtois qui servit aux plus hautes fonctions de État bourguignon.

## Biographie
Thomas est issue d'une famille de la petite noblesse jurassienne. Le père de Thomas, Humbert, chevalier et Seigneur de Mantry  est échevin de Poligny .
Thomas de Plaines a occupé de nombreuses hautes fonctions dans l'État bourguignon. Les premières traces de lui débutent en 1473  ou il devient conseiller au parlement de Malines. Il est ensuite président par intérim du Conseil de Flandre en 1475-1477 , puis président du Grand Conseil de Malines en 1494. Il intègre ensuite le Parlement de Dole comme conseiller laïc  puis en devient président de 1484 à 1493.
Le 11 janvier 1497 il est nommé chancelier de Flandre et de Bourgogne par Maximilien Ier d'Autriche en replacement de Jean Carondelet. Il accède ainsi à la plus haute fonction politique de l'État bourguignon alors déclinant. Il restera en fonction jusqu'à sa mort le 20 mars 1506 à Malines où il est enterré.
Il épouse Jeanne Gros en 1469. Le couple a eu plusieurs enfants Marie et Gérard qui sera Maître des requêtes, président du conseil privé des Pays-Bas et Chancelier de Brabant.

## Statue
Antoine Le Moiturier a fait une statue de lui, vêtu dans une position de prière dans les robes d'un magistrat, et de sa femme. Ces statues se trouvaient dans la chapelle Notre-Dame-des-Sept-Douleurs de l'église des Jacobins de Poligny. La statue représentant les Plaines est dans la collection du Louvre .

## Titres
Il était chevalier et seigneur de Magny sur Tilles, Corcelles, de Quarebbe, de Jasse, de Tart, de Marlieu, de la Roche et de Gouhenans
Ses armes étaient: De gueules à la fasce d'argent accompagnée en chef de trois grelots du même.